# Pozorovatelna ptáků (Kotvice)
Pozorovatelna ptáků Kotvice, nazývaná také Ptačí pozorovatelna Kotvice, je ptačí pozorovatelna, nízká rozhledna a vyhlídka nacházející se na trase naučné stezky Kotvice v přírodní rezervaci Kotvice u břehu severní hráze rybníka Kotvice v Nové Horce ve Studénce v okrese Nový Jičín v Moravskoslezském kraji. Nachází se také v nížině Oderská brána (severní část Moravské brány).

## Galerie

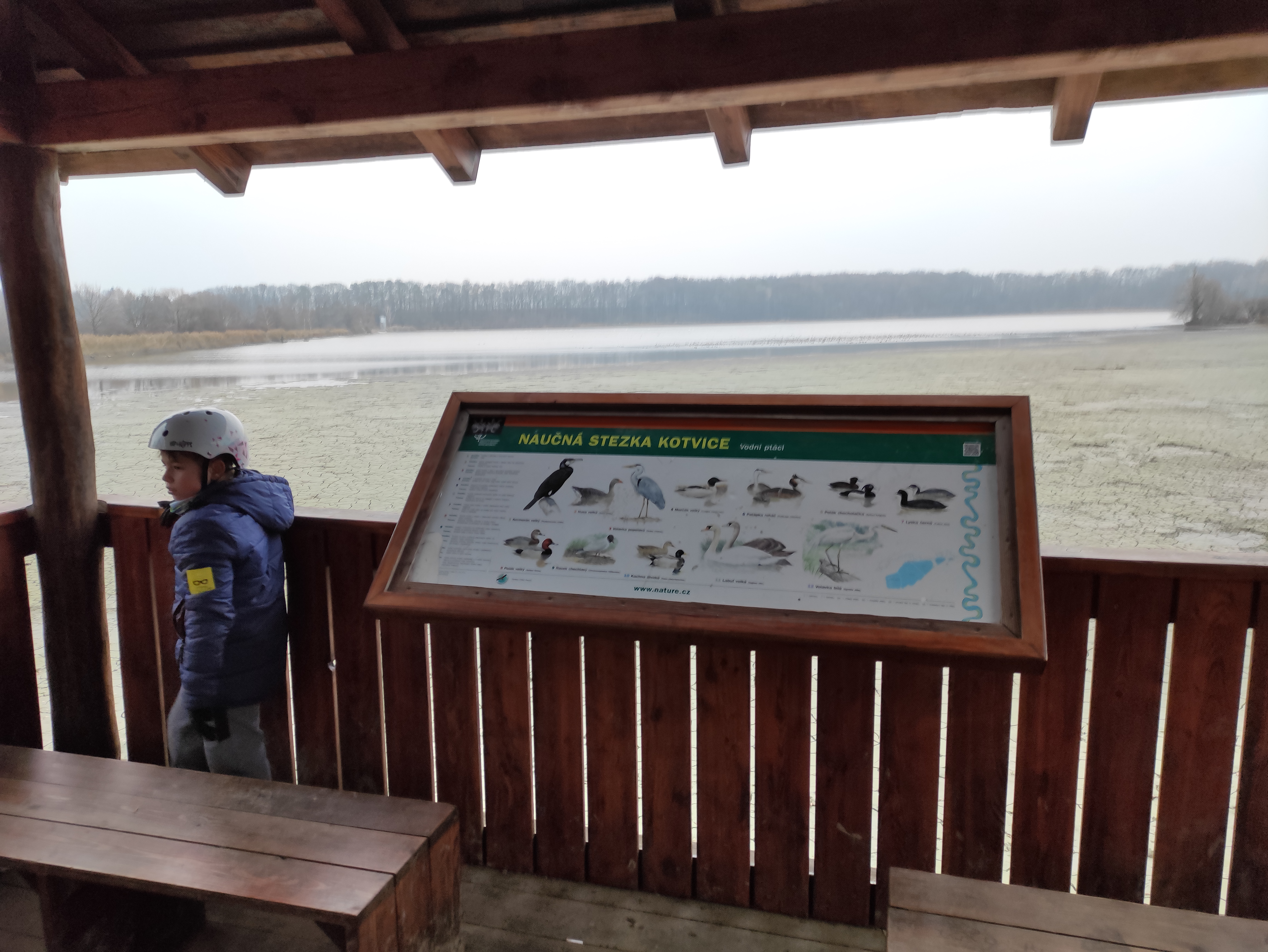

## Další informace
Pozorovatelna ptáků Kotvice je dřevěná zastřešená rozhledna příhradové konstrukce, která byl postavena v roce 2016. Rozhledna je doplněna informačním panelem popisujícím významné místní ptactvo. Místo je celoročně volně přístupné z můstku. Přístup k pozorovatelně je po naučné stezce Kotvice. Z pozorovatelny je výhled na téměř celý rybník Kotvice.